# Abraham Kipp
Abraham Kipp (Den Haag, 2 juni 1917 - Buenos Aires, 6 juli 1995) was een Nederlandse politieagent en oorlogsmisdadiger.
In 1935 sloot hij zich aan bij de NSB. Hij werkte achtereenvolgens bij de politie in Ede, Velsen en Leiden. 
Na de verovering van Nederland door de Duitsers in 1940 sloot hij zich ook aan bij de Waffen-SS en ging hij eveneens werkzaamheden verrichten voor de Sicherheitsdienst. Kipp werd na de oorlog in 1949 bij verstek ter dood veroordeeld wegens het arresteren en mishandelen van Joden en verzetsmensen, een straf die later werd omgezet in levenslange gevangenisstraf. Hij wist zijn straf te ontlopen door naar Argentinië te vluchten.
Hij werd in 1988 gevonden, maar Argentinië weigerde steeds om hem aan Nederland uit te leveren. In juni 2009 bracht journalist Arnold Karskens naar buiten dat Kipp reeds in 1995 was overleden en was bijgezet op de Duitse begraafplaats in Buenos Aires.